# محمدآباد (مانه)
محمدآباد، روستایی در دهستان اترک بخش مرکزی شهرستان مانه در استان خراسان شمالی ایران است. این روستا، مرکز بخش مرکزی شهرستان مانه است.

## جمعیت
بر پایه سرشماری عمومی نفوس و مسکن در سال ۱۳۹۵، جمعیت این روستا برابر با ۲٬۲۶۷ نفر (۷۳۵ خانوار) بوده‌است.